# Natale Palli

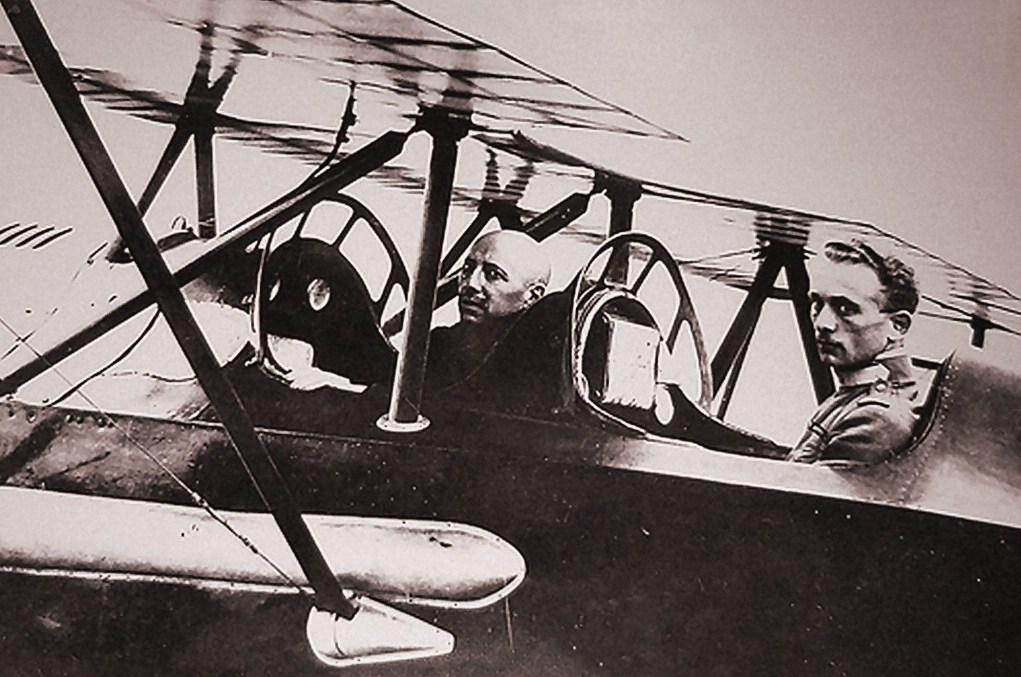
Gabriele d'Annunzio et Natale Palli sur un S.V.A. 10

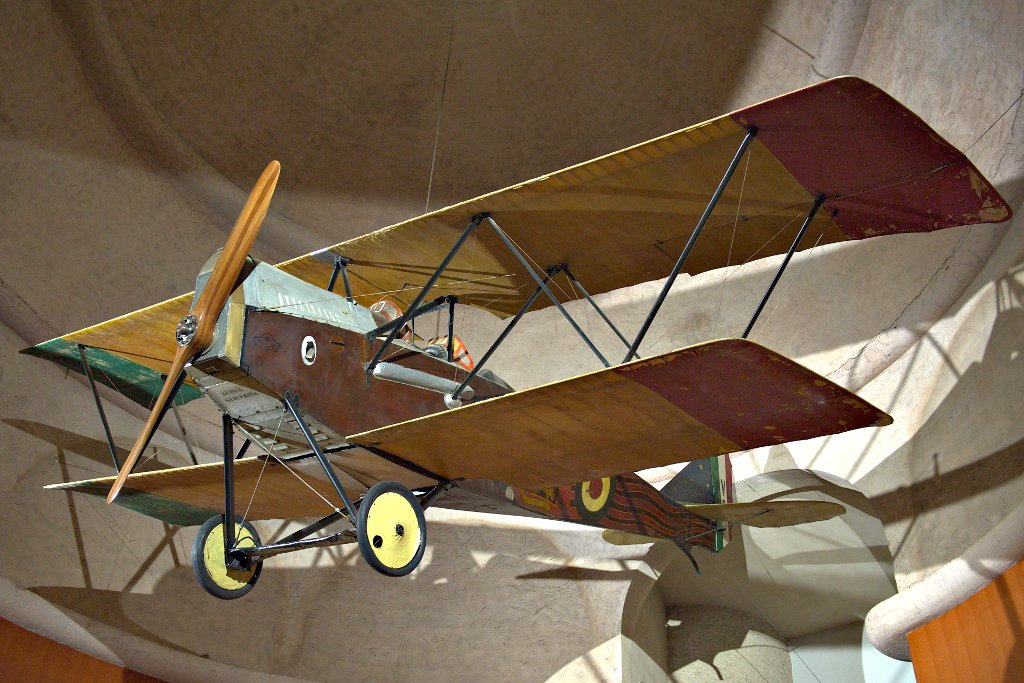
Le S.V.A. 10 du vol au-dessus de Vienne conservé au Vittoriale degli italiani

Natale Palli (Casale Monferrato, 24 juillet 1895 - Sainte-Foy-Tarentaise, 20 mars 1919) est un militaire et aviateur italien qui, pendant la Première Guerre mondiale, a participé avec Gabriele D'Annunzio au survol de Vienne.  
Il a reçu une médaille d'or, quatre médailles d'argent et une médaille de bronze pour sa valeur militaire et le titre de Chevalier de l'Ordre militaire de Savoie. 

## Biographie
Descendant de la famille tessinoise Palli du village de Pura, à la frontière italienne sur le lac de Lugano, il est né à Casale Monferrato le 24 juillet 1895. Il a effectué ses études primaires et secondaires dans les écoles de sa ville natale, puis a commencé à suivre un cours d'ingénieur à l'école polytechnique de Milan. 
Il s'engage très jeune dans la Regio Esercito, en se portant volontaire dans un régiment d'infanterie stationné dans la ville lombarde au cours de l'année 1914, avec un engagement annuel, l'entrée en guerre du royaume d'Italie, qui a lieu le 24 mai 1915, le trouve avec le grade de sergent. En juillet, il est promu au grade de sous-lieutenant, mais, fasciné par le monde de l'aviation, il demande, et obtient, d'être affecté au Corps d'aviation militaire, obtenant son brevet de pilote militaire le 15 octobre 1915 sur l'aérodrome de Cameri (Novara).
Le 27 octobre, il est envoyé dans la zone d'opérations, affecté au 2e escadron d'aviation pour l'artillerie basé à Pordenone, et en mars 1916 il est transféré au 5e escadron d'artillerie opérant dans le secteur de Plava à Tolmino, effectuant également des missions de reconnaissance au-dessus de Trieste. En septembre suivant, il est transféré au 48e escadron basé à Belluno et en novembre, il est décoré de la médaille de bronze de la valeur militaire par le général Mario Nicolis di Robilant, commandant de la 4ª Armata (4e armée.
Le 24 avril 1917, il est décoré d'une première médaille d'argent de la valeur militaire pour une mission de reconnaissance risquée au-dessus du Tyrol. En août de la même année, il est envoyé à l'aérodrome de Malpensa, où il reçoit sa qualification pour piloter le nouvel avion Ansaldo SVA. Il est ensuite affecté fin octobre à la 1ère section SVA, agrégée au 75e escadron de chasseurs destiné à la défense de Vérone. 
En novembre suivant, il rejoint le 75e escadron de chasseurs stationné à Castenedolo ; en décembre, il est transféré au 72e escadron de chasseurs et en janvier 1918 au 71e escadron de chasseurs à Sovizzo. Promu capitaine (capitano) le 3 février 1918, il est décoré trois jours plus tard de la Croix de guerre par le roi Albert Ier de Belgique. 
Pour une reconnaissance au-dessus d'Innsbruck, effectuée le 20 février, il est décoré d'une deuxième médaille d'argent et, vers la fin du mois suivant, il est envoyé au 103e escadron stationné à l'aérodrome de San Vito dei Normanni, dans la province de Brindisi, pour effectuer des missions au-dessus de la basse Adriatique, ce qui lui vaut une troisième médaille d'argent pour valeur militaire. 

### Vol au-dessus de Vienne
Il rejoint le 87e escadron "Serenissima" stationné à l'aérodrome de San Pelagio (près de Padoue), et participe au « vol fou » au-dessus de Vienne avec le commandant Gabriele D'Annunzio, au cours duquel des milliers d'affiches tricolores contenant une exhortation provocatrice à la capitulation et à la fin de la guerre sont larguées, ce qui lui vaut d'être décoré de la Croix de Chevalier de l'Ordre militaire de Savoie.
Transféré quelque temps sur le front français avec D'Annunzio, il effectue une reconnaissance audacieuse au-dessus de Lienz.

### Mort
Le 19 mars 1919, il décolle de San Pelagio,,, il est pris dans une tempête de neige à la traversée des Alpes et fait un atterrissage forcé sur un glacier du Mont Pourri,, près de Sainte-Foy-Tarentaise. Le lendemain matin, il tente de rejoindre la vallée de l'Isère, mais, après plusieurs heures de marche et souffrant de plusieurs fractures, il meurt d'hypothermie près d'un village.
Son corps est transporté à Casale Monferrato où, le 27 mars 1919, il reçoit les honneurs funèbres solennels en présence d'une foule immense, de Gabriele D'Annunzio et des pilotes de la "Sérénissima", à la seule exception d'Antonio Locatelli qui se trouve en Argentine: 
«Peuple de Casale, son cercueil pour nous aujourd'hui n'est pas au milieu de la ville douloureuse, mais au centre de l'ancienne citadelle fidèle. Autour de lui se trouve aujourd'hui la citadelle des Gonzague avec ses beaux bastions, ses courtines et ses fosses et dans les fosses le sang de tous ses ascètes, le sang de la France, de l'Espagne, de la Lamagna, le sang de la Savoie et du Montferrat [...] Ce garçon blanc, avec ses cheveux ondulés et ses yeux saphir, était le type latin idéal du combattant, il était l'exemple parfait de la nouvelle jeunesse italienne en armes. Irrépréhensible est l'épithète qui revient toujours sous la plume et dans la bouche de ses dirigeants. Rome l'a donné à ses héros rayonnants. Il était sans défaut, il était sans tache, sans ombre. Tout était comme la pierre précieuse de son regard, tout était taillé dans ce cristal perspicace. On pense qu'il est le premier né d'une génération d'hommes aériens, d'un peuple qui a quitté la terre pour l'amour insatiable de l'aile et vit avec courage dans les courants de l'air intrépide. Il était un Icare et ne pouvait pas tomber ; il était un Icare sans précipice. Dans son nom Icare n'est pas l'abîme de la mer, mais le sommet de l'éther. S'est-il endormi dans la neige et sur les nuages les plus blancs ? Qui l'a vu si endormi ? Qui a osé remuer son sommeil ? C'était la nuit de l'équinoxe. Il dormait avec l'oreiller de son casque posé sur son bras plié. Son attitude était aussi pure que l'épanouissement de la fleur et que ces crânes que les bâtisseurs de l'éternité ont gravés dans les parois souterraines de leurs sépulcres. Qui peut enfermer entre quatre planches la fraîcheur du printemps ? Qui peut enterrer la force du printemps qui se lève ? Maintenant je dis qu'il n'est pas ici, qu'il n'est pas parmi les remparts et les rideaux de sa citadelle, comme il l'a rêvé. [...] Saluons la jeunesse de l'Italie perpétuelle sur nos pieds. O camarade, O capitaine, O héros, réveille-toi et lève-toi ! Nous vous donnons votre cri, notre cri de guerre : Allalà !»
(Oraison funèbre prononcée par Gabriele D'Annunzio le 27 mars 1919.
D'abord décoré de la quatrième médaille d'argent de la valeur militaire, le roi Vittorio Emanuele III l'a transformé "motu proprio" en 1925 en médaille d'or de la valeur militaire en souvenir.
Aux coordonnées 45° 33′ 09,53″ N, 6° 54′ 05,71″ E, entre les hameaux de La Raie et de La Gurraz, sur la route RD 902 de Bourg-Saint-Maurice à Tignes/Val d'Isère, se trouve une pierre commémorative portant une inscription commémorative.

## Décorations

### Décorations italiennes
- Chevalier de l'Ordre militaire de Savoie
-"Superbe pilote de combat, au cœur ferme et à la foi inébranlable, il a dirigé le magnifique vol des ailes de l'Italie au-dessus de Vienne. Ciel de Vienne, 9 août 1918." - Arrêté royal du 10 septembre 1918
 - Médaille d'or de la valeur militaire
-"Pilote d'avion intrépide, audacieux et sûr de lui, il a piloté ses appareils par-delà les mers et les montagnes, en territoire ennemi, bravant tous les dangers et surmontant tous les obstacles. Dans les entreprises les plus risquées, fort de sa foi, fort de son courage, il était un magnifique exemple de vaillance, de bravoure et de compétence. Il a accompli toutes les missions de guerre, même les plus audacieuses et les plus difficiles, malgré les conditions météorologiques défavorables et les attaques ennemies. Il a fourni des informations précieuses, toujours complètes et des éléments fiables pour les décisions de nos commandements. Ciel de la Dalmatie et de l'Istrie, du Tyrol et de la Carniole, septembre - octobre 1918".
 - Médaille d'argent de la valeur militaire
-"Pilote audacieux, il effectue un audacieux vol de reconnaissance stratégique pendant plus de trois heures, couvrant 120 km de territoire ennemi, du mont Marmolada au mont Adamello. Malgré une grave panne de moteur, il manœuvre avec beaucoup d'habileté et atterrit sur un aérodrome près de Brescia. Il a effectué plusieurs vols au-dessus du Val Pusteria, allant jusqu'à Bruneck à deux reprises. Il a effectué de nombreuses reconnaissances tactiques dans le ciel des Dolomites, dans des conditions météorologiques défavorables, et les a terminées plusieurs fois, malgré le mauvais fonctionnement des moteurs. Il a été frappé plusieurs fois. Il a toujours aidé les officiers d'observation avec la plus grande efficacité, rapportant personnellement des informations et des résultats très utiles. Tyrol Sky, 24 avril 1917",.
 - Médaille d'argent de la valeur militaire
-"Pilote d'avion, il dirige un raid de bombardement à basse altitude sur les installations ferroviaires d'Innsbruck, surmontant des difficultés considérables dues à la distance de la cible et au terrain montagneux à parcourir. Le ciel d'Innsbruck, 20 février 1918".
 - Médaille d'argent de la valeur militaire
-"Il a effectué quatre missions de reconnaissance de longue durée à travers l'Adriatique avec un avion terrestre monoplace, produisant des documents photographiques du plus grand intérêt pour la guerre, surmontant des conditions météorologiques défavorables, défiant avec audace les tirs anti-aériens intenses des bases ennemies les mieux équipées et démontrant qu'il possédait toutes les qualités d'un aviateur de reconnaissance. Haute Adriatique, juillet-août 1918". Arrêté royal, 6 octobre 1925,.
 - Médaille d'argent de la valeur militaire
-"Magnifique pilote de reconnaissance, il s'est toujours surpassé en compétences et en prouesses dans chaque entreprise risquée, avec une foi sûre et inspirante. Il conduisit victorieusement ses appareils sur les mers et sur les montagnes, de sorte qu'il semblait que la fortune lui rendait toujours hommage pour sa vaillance. Son retour a toujours été une aide précieuse pour les décisions du haut commandement. Ciel de Dalmatie - Istrie - Tyrol - Carniole, septembre - octobre 1918". Arrêté royal, 17 mai 1920
 - Médaille de bronze de la valeur militaire
-"Pour sa conduite exemplaire, son habileté et son rare calme démontrés lors de nombreux vols en haute montagne. Exemple de persévérance et de courage serein, il a brillamment effectué de longs et difficiles vols de reconnaissance, revenant au pays avec son avion touché à plusieurs reprises, et affrontant aussi victorieusement les avions ennemis. Le ciel des Dolomites, 22 juillet, 31 octobre 1916",.

### Médaille étrangère
- Croix de guerre 1914-1918 (Belgique)

## Source
- (it) Cet article est partiellement ou en totalité issu de l’article de Wikipédia en italien intitulé « Natale Palli » (voir la liste des auteurs).